# Adamou Moumouni Djermakoye
Adamou Moumouni Djermakoye, né en 1939 à Dosso et mort le 14 juin 2009 à Niamey, est un homme politique.

## Biographie
Adamou Moumouni Djermakoye naît en 1939 à Dosso.
Chef de l’ANDP (l’Alliance nigérienne pour la démocratie et le progrès) ZAMAN LAHIYA (vie paisible), il devient Président de l'Assemblée nationale.
Il est candidat à l'élection présidentielle nigérienne de 1999 et celle de 2004.
Adamou Moumouni Djermakoye meurt le 14 juin 2009 à Niamey.